# Operación retórica
Una operación retórica o razón cuatripartita (quadripartita ratio), en la retórica clásica, es la manera en que se puede actuar sobre el lenguaje para crear recursos literarios. Las cuatro operaciones retóricas fundamentales son la adición (adiectio), supresión (detractio), permutación (immutatio) y transposición (transmutatio).

## Orígenes clásicos
El tratado latino de cuatro volúmenes sobre oratoria Rhetorica ad Herennium de autor desconocido, aunque se le suele atribuir a Cornificio, de alrededor de los años 90 a. C., llama a estas cuatro operaciones ἔνδεια, πλεονασμός, μετάθεσις y ἐναλλαγή.
Filón de Alejandría (c. 25 a. C. - c. 50), que escribía en griego, enumeró las operaciones como suma (πρόσθεσις), resta (ἀφαίρεσις), transposición (μετάθεσις) y transmutación (ἀλλοίωσις). Quintiliano (c. 35 - c. 100) las mencionó en su Institutio Oratoria (c. 95). Esta obra está inspirada en la retórica de los escritores griegos y es interesante como uno de los primeros ejemplos existentes de prosa latina. Cicerón lo utilizó en su obra 'De Inventione'. 
Quintiliano veía la retórica como la ciencia de la posible desviación de una norma dada, o de un texto preexistente tomado como modelo. Cada variación puede verse como una figura (figuras retóricas o figuras de pensamiento). Desde esta perspectiva, Quintiliano formuló cuatro operaciones fundamentales de acuerdo con el análisis de cualquier variación.
Heinrich Lausberg ofrece uno de los resúmenes más completos y detallados de la retórica clásica, desde la perspectiva de las cuatro operaciones de Quintiliano, en su tratado de 1960 Handbook of literary retórica.

## Reorganización por Grupo μ
En 1970, los semióticos belgas, conocidos con el nombre de Grupo µ, reorganizaron las cuatro operaciones. Primero observaron que la llamada operación de transposición puede redefinirse como una serie de operaciones de adición y supresión, por lo que la rebautizaron como 'supresión-adición'. Clasificaron la operación de adición, supresión y supresión-adición como "operaciones sustanciales", mientras que consideraron las permutaciones como permutación categorizada, "operaciones relacionales".
Distinguieron entre supresiones parciales y completas; y entre adiciones simples o repetitivas. Para una operación de supresión-adición, consideraron que podría ser parcial, completa o negativa. Una operación de supresión-adición negativa es cuando omite una unidad y la reemplaza con su opuesta.

## Retórica de la imagen
El Grupo μ, desarrolló un método de investigación en pintura para aplicar las operaciones retóricas fundamentales en la interpretación de una obra de pintura. El método, llamado "retórica semántica estructural", tenía como objetivo determinar las características estilísticas y estéticas de cualquier pintura a través de operaciones de adición, supresión, permutación y transposición desde una pintura básica de 'grado cero'. [11]

## Amplificación
La amplificación proviene de la palabra griega auxesis. Merriam-Webster define la amplificación como 'los detalles por los que se expande una exposición'. Específicamente, después de una sentencia abrupta, la amplificación se utiliza para ampliar cualquier detalle. También se puede utilizar para mejorar la atención del lector hacia cosas que podrían pasarse por alto. Además, la amplificación se refiere a un dispositivo retórico utilizado para agregar características a una sentencia.
En retórica, la amplificación se refiere al acto y los medios de extender pensamientos o sentencias:
- Para aumentar el efecto retórico
- Para añadir importancia
- Para aprovechar al máximo un pensamiento o circunstancia
- Para añadir una exageración
- O para cambiar la disposición de palabras o cláusulas en una secuencia para añadir fuerza.

La amplificación puede referirse a la exageración o a vicios estilísticos como figuras de exceso o superfluidad (por ejemplo, Hipérbole).
La amplificación implica identificar partes de un texto mediante un proceso de división. Cada parte del texto puede estar sujeta a una amplificación. La amplificación es, pues, un conjunto de estrategias que, en conjunto, constituyen una inventio, uno de los cinco cánones clásicos de la retórica.
Como medio para desarrollar múltiples formas de expresión para un pensamiento, la amplificación 'nombra un punto importante de intersección donde las figuras retóricas y las figuras de pensamiento se fusionan'.